# Гераберг
Гераберг (нім. Geraberg) — громада в Німеччині, розташована в землі Тюрингія. Входить до складу району Ільм. Складова частина об'єднання громад Гераталь.
Площа — 15,10 км2. Населення становить Невірний параметр metadata 16 070 019 ос. (станом на 31 грудня 2021).